# Петропавлівка (станція)
Петропавлівка (до 2017 року — Брагинівка) — проміжна залізнична станція 4-го класу Дніпровської дирекції Придніпровської залізниці на одноколійній електрифікованій постійним струмом лінії Роз'їзд № 5 — Павлоград I між станціями Миколаївка-Донецька (12 км) та Слов'янка (17 км). Розташована в селищі Залізничному Синельниківського району Дніпропетровської області.

## Пасажирське сполучення
На станції Петропавлівка зупинявся лише один приміський електропоїзд сполученням Лозова — Покровськ. Раніше через станцію курсували приміські поїзди до станцій Новомосковськ-Дніпровський, Синельникове I та Дніпро-Головний. Нині рух відсутній.